# Nagelsche Fachwerkhäuser

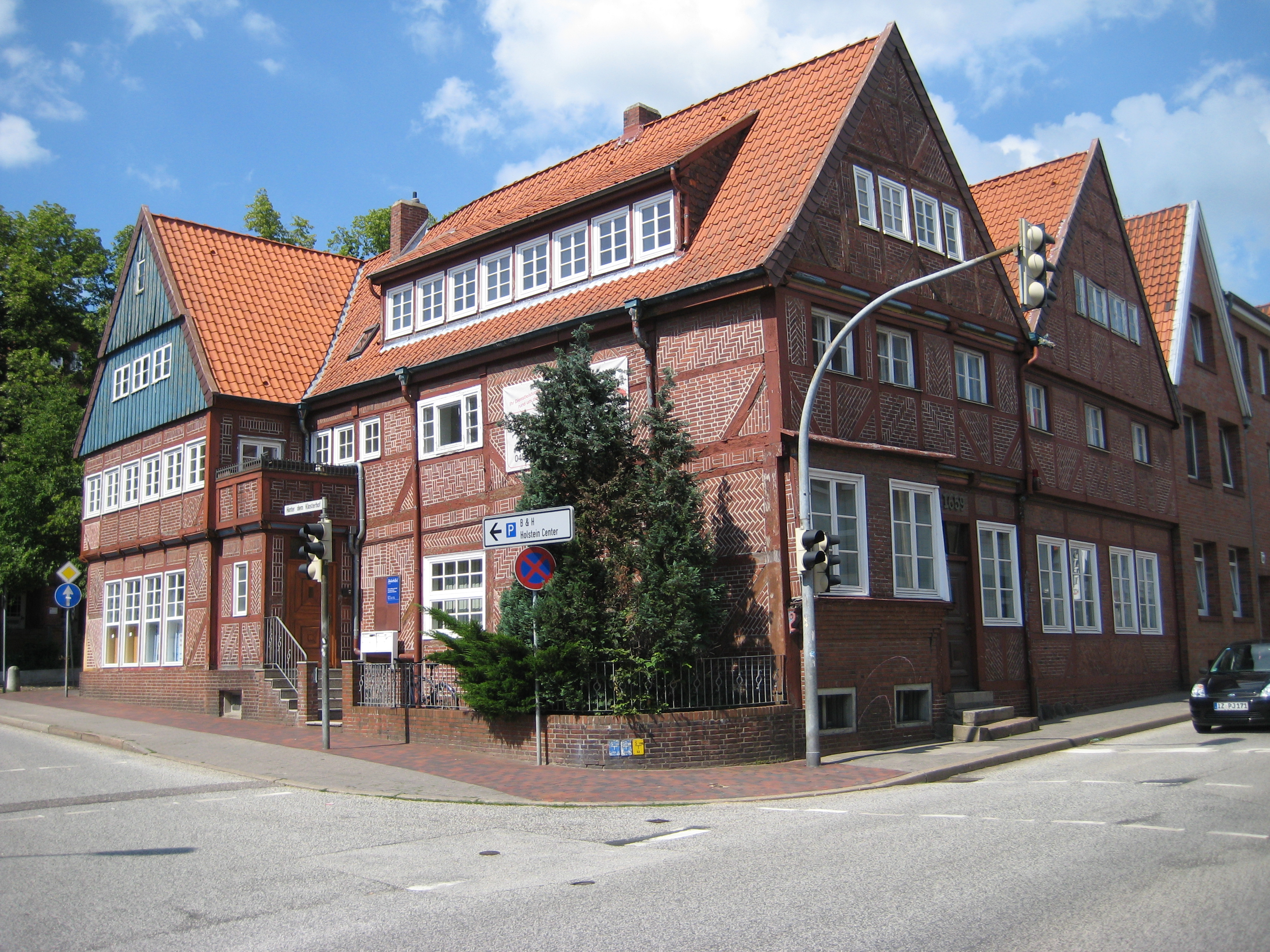
Itzehoe, Sandberg 47

Die beiden Nagel’schen Fachwerkhäuser in Itzehoe wurden 1659 erbaut und stehen unter Denkmalschutz.

## Geschichte
Die beiden Fachwerkhäuser wurden durch Lorentz Evers 1659 an Stelle der 1657 im Dänisch-Schwedischen Krieg durch die Schweden niedergebrannten Häuser erbaut. Diese konnten nicht mehr gerettet werden, zumal dort in der neuen Ernte auch Heu und Stroh lagen. Die Brandstätte lag zwei Jahre brach. Der vormalige Besitzer Hildebrand Wittholtz verließ verarmt die Stadt.
Im Jahr 1704 übernahm Albert Evers den Besitz. Als der Große Nordische Krieg 1712 Itzehoe erreicht hatte, forderte der schwedische General Magnus Stenbock von der Stadt 8000 Taler Bargeld sowie Brot, Fleisch, Bier, Butter oder Speck, Erbsen und Grütze binnen acht Tagen. Der Zweite Bürgermeister Georg Bock rief die Bürgerschaft auf, Geld und Lebensmittel beizusteuern. Mit 3200 Mark brachte Albert Evers aus dem Sandberg die zweithöchste Summe auf. Albert Evers wird Land- und Viehwirtschaft betrieben haben. Er hat als angesehener, wohlhabender Bürger bis 1739 gewirtschaftet und dann den Betrieb abermals einem Lorentz Evers übergeben, der bis 1745 wirtschaftete. Dann gingen die Häuser 1745 zunächst an Carsten Gloyer und später an Carsten Gloyer, vermutlich dessen Sohn, und 1778 an Erich Marten.
Danach erwarb ein Tönnies Evers den Besitz. Dieser war verheiratet mit Catharina Elisabeth, geborene Stange. Am 5. Februar 1787 wurde dem Paar ein Sohn geboren, auch Tönnies genannt.
Neben der Vieh- und Landwirtschaft wurden in dem Haus ein ausgedehnter Kornhandel, Bierbrauerei (dünnes Rotbier) und Branntweinbrennerei betrieben. Familie Evers muss zu den vermögendsten und daher angesehensten Bürgern der Stadt gehört haben. Tönnies junior verlobte sich mit Kristina Margareta Kock aus Stördorf, die er am 18. November 1815 heiratete. Vier Monate vor der Hochzeit, am 11. Juli 1815, besuchte die Braut ihre Mutter in Stördorf, wo sie Zwillinge gebar, einen Knaben und ein Mädchen. Die Kinder wurden am 15. Juli 1815 getauft auf die Namen Anna Magdalena und Tönnies Evers.
Der damalige Polizeimeister und Ratsherr Baron Ole Friedrich von Eggers (1800–1856) ehelichte Anna Magdalena.
Der Baron Ole Friedrich von Eggers war der Sohn des früheren Oberpräsidenten Christian von Eggers in Kiel und seiner Gemahlin Antoinette Friederica, geborene de Bong. Die Trauung erfolgte am 10. Februar 1835 in der Stadtkirche St. Laurentii (Itzehoe) und wurde vom Konsistorialrat Christian Martin Hudtwalcker vollzogen. Am 5. September 1848 wurde der Sohn Balthasar Friedrich Nikolaus getauft.
Nach dem Tod 1848 von Mutter Evers (61 Jahre alt) und 1850 Vater Evers (63 Jahre alt) ging der Besitz an den Zwillingssohn Tönnies Evers. Der verbrachte seinen Lebensabend im St. Jürgen Stift, wo er am 8. Oktober 1884 starb.
Evers’ Besitz ging für 3000 Mark an den Nachbarn Bäckermeister Johann Gosau. Nach 14 Jahren verkaufte dieser den Besitz 1897 an Hinrich Grefe, der eine Bierniederlassung dort betrieb.
1905 ging der Besitz im Zwangsverkauf an den Stellmacher August Nagel (1856–1933), der es zur Hochzeit seines Sohnes Hans Nagel (1893–1957) mit Helene, geborene Lenk (1885–1975) ihnen überschrieb. Das Haus ist bis jetzt im familiären Besitz.
Von 1950 ist das Fachwerk aus rotem Klinker, das dem ursprünglichen schief und rissig gewordenen Fachwerk, das weiß gekalkt war, vorgeblendet werden musste.
Das Haus ist 2014/2015 revitalisiert worden und wird als Wohn- und Geschäftshaus genutzt.

## Besonderheiten
Die Diele ist eine Sehenswürdigkeit. Ende des 18. Jahrhunderts betrieb hier der schon genannte Tönnies Evers einen Kornhandel. Er richtete links vom Flur eine Gaststube für vornehme Gäste ein, von der aus die Schwemme (Gaststätte) auf der Diele bedient werden konnte. Die Gäste der Bierschwemme mussten dort durch einen Schlitz, in dem massiv eichenen Erker ihre Pfennige und Schillinge einwerfen und bekamen durch eine darunter liegende Klappe Bier oder Schnaps gereicht. Heute ist die Diele mit dem besonderen Erker, dem schweren dunklen Eichengebälk und dem in lichten Farben gehaltenen Doppelgeländer der Treppe so wie in alter Zeit.

## Galerie Sandberg 47

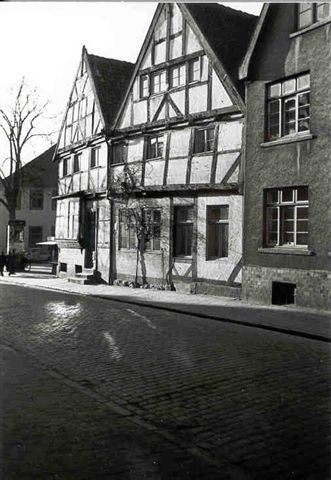
Sandberg 47, ca. 1930
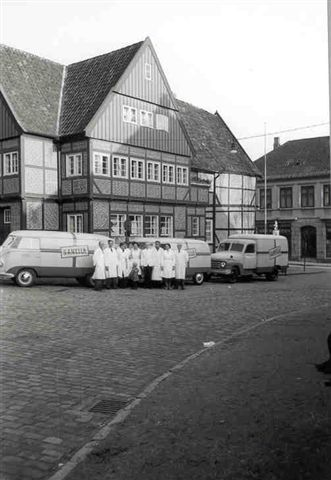
Margarinevertrieb Nagel, ca. 1951
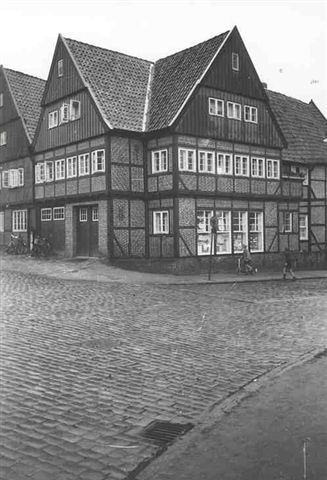
Sandberg 47, ca. 1951
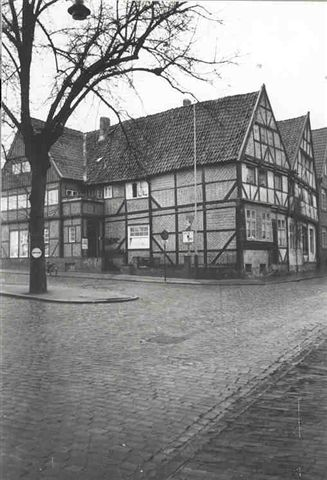
Sandberg 47, ca. 1950
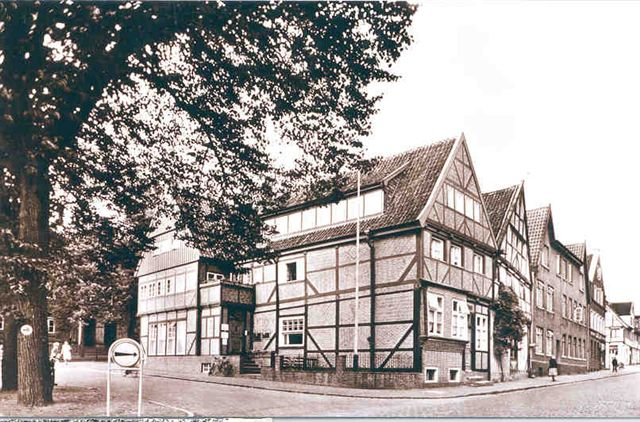
Sandberg 47, ca. 1950
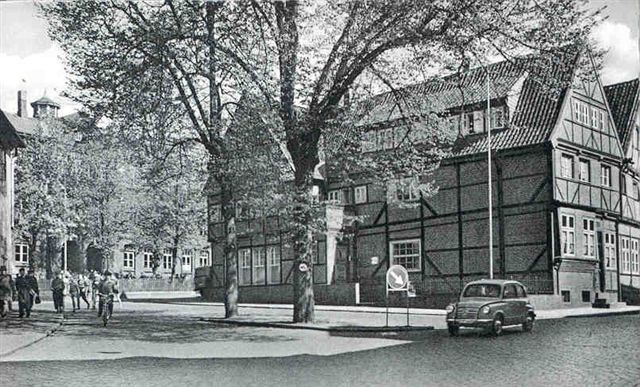
Sandberg 47, ca. 1952
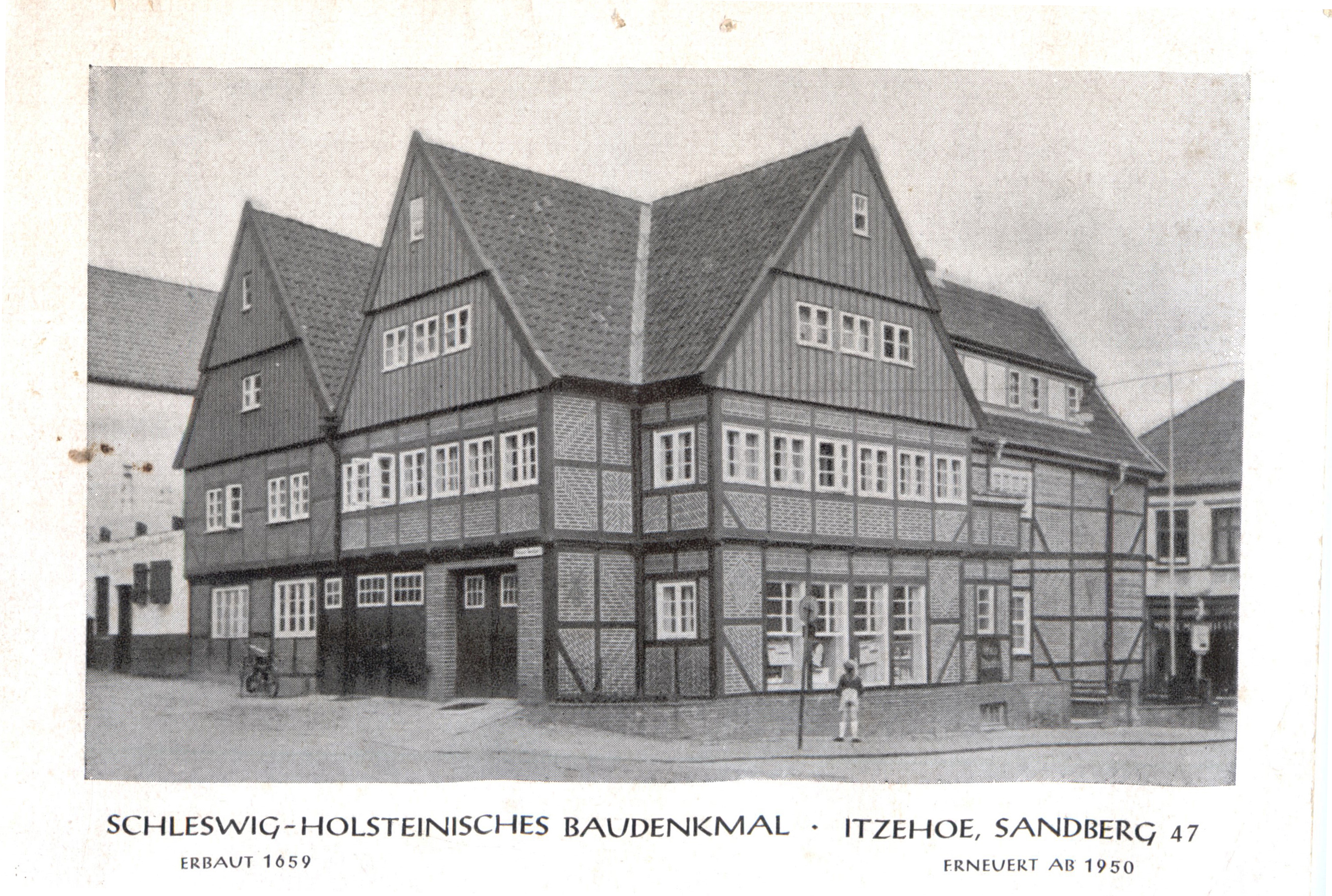
Sandberg 47, ca. 1955
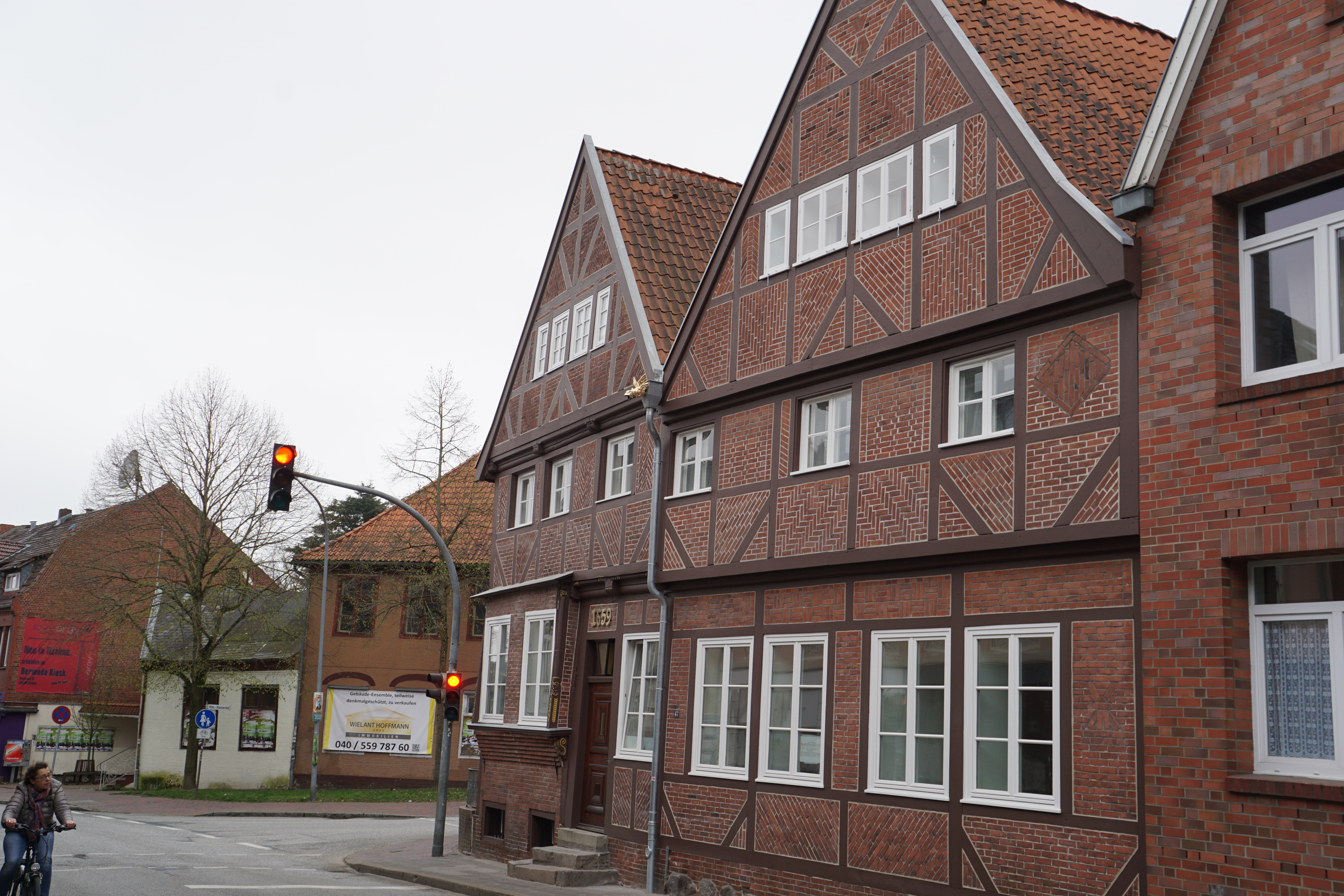
Sandberg 47, 2017
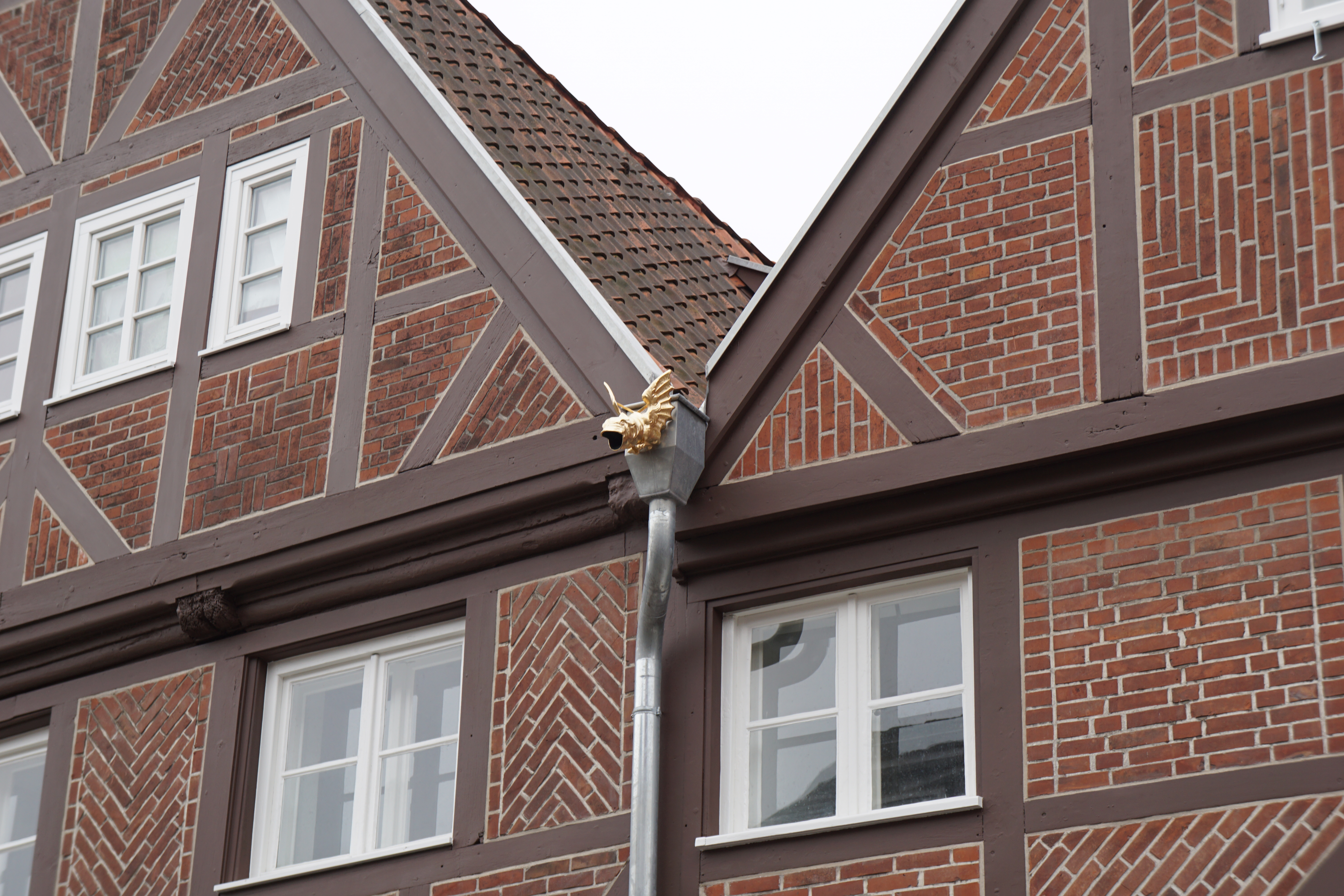
Sandberg 47, Wasserspeier, 2017
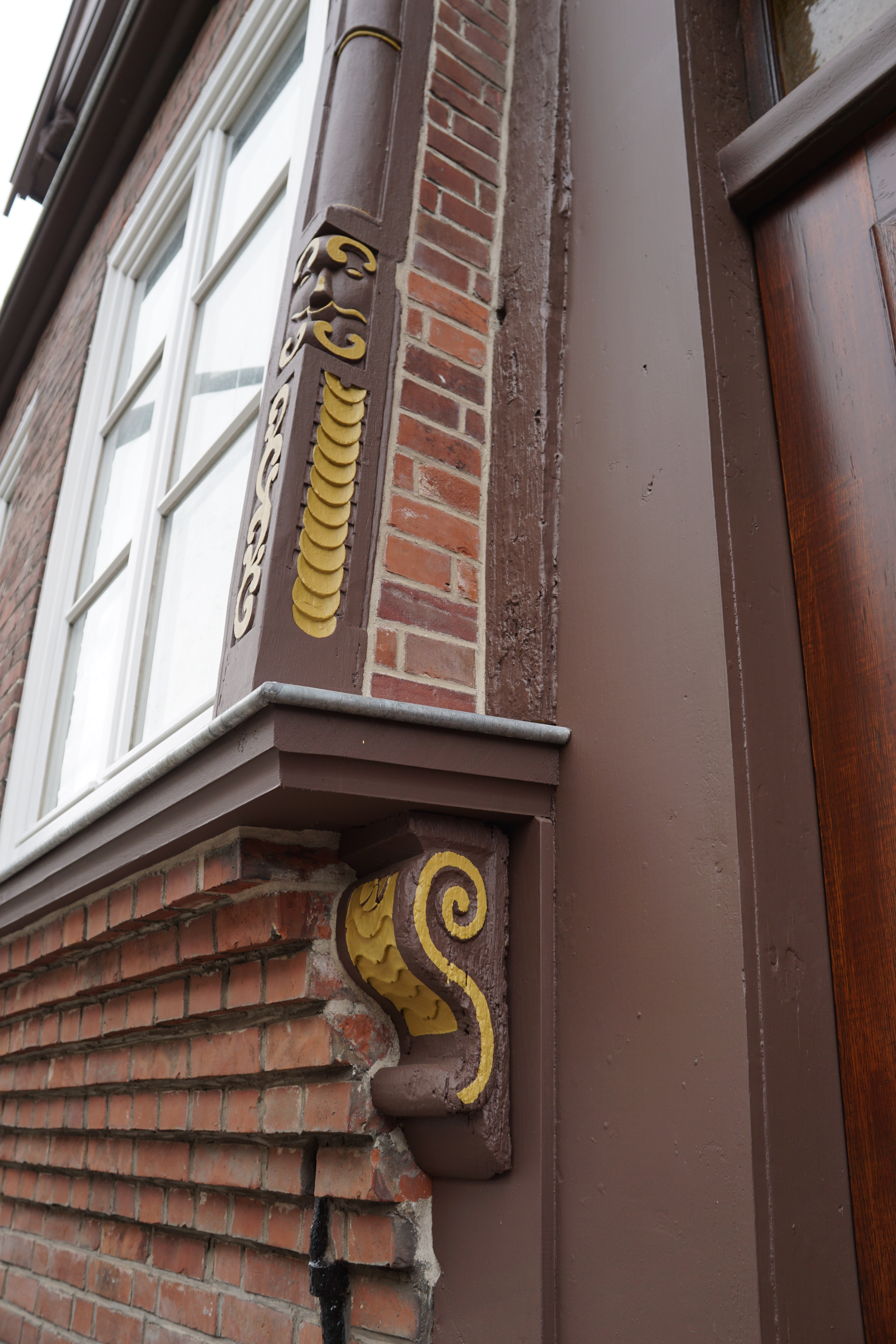
Sandberg 47, Erker, 2017
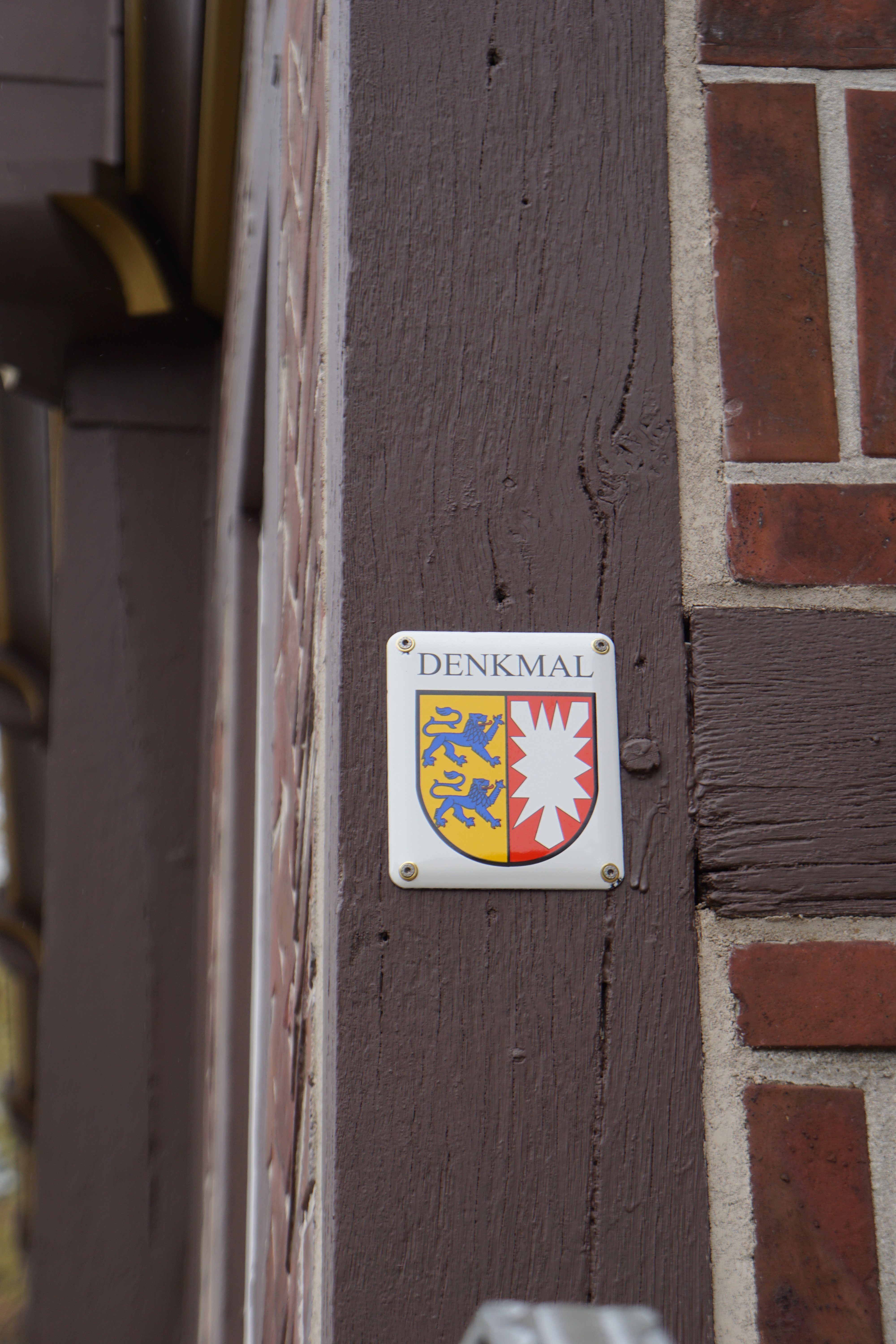
Sandberg 47 Denkmalschutzplakette Schleswig-Holstein, 2017
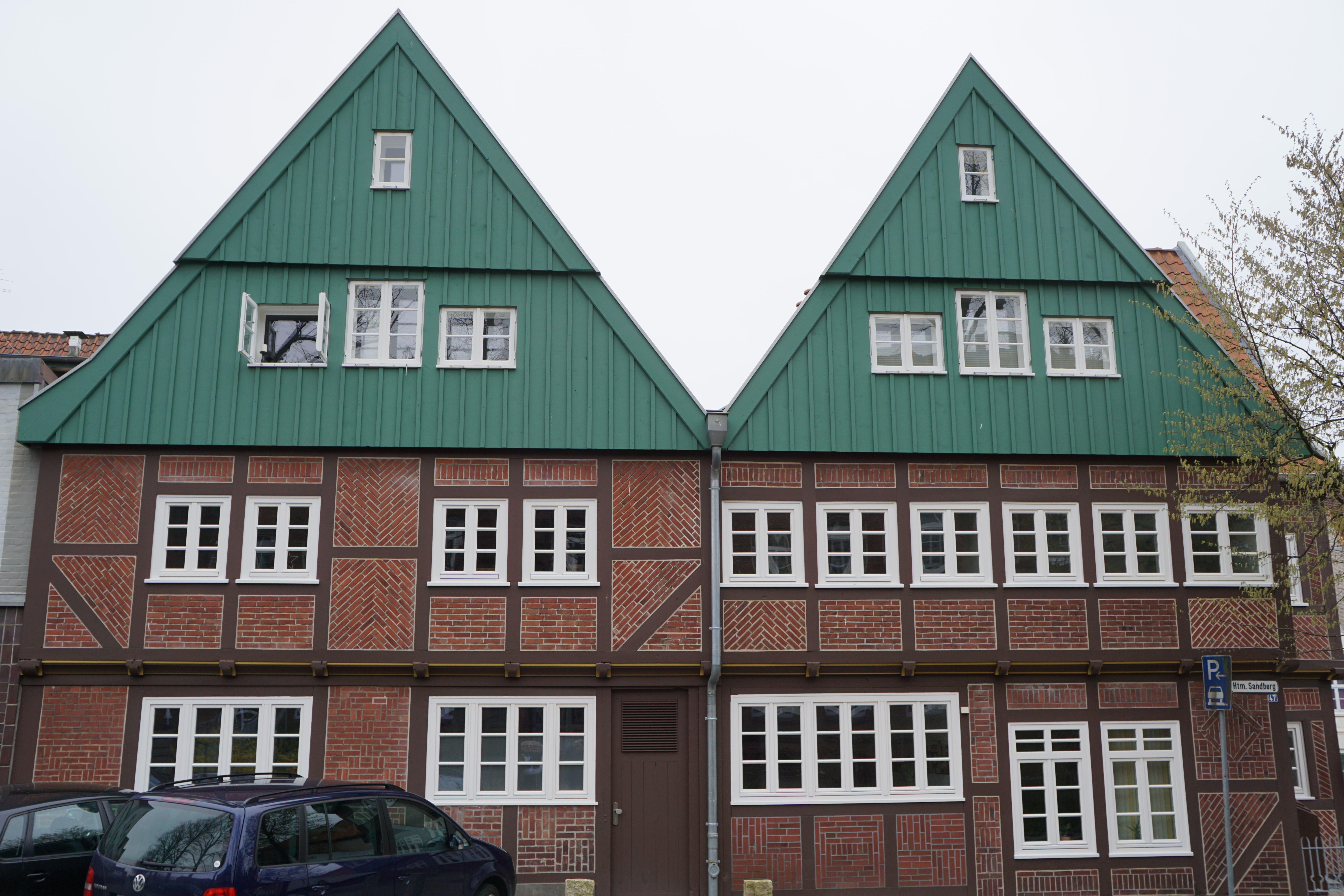
Sandberg 47, 2017
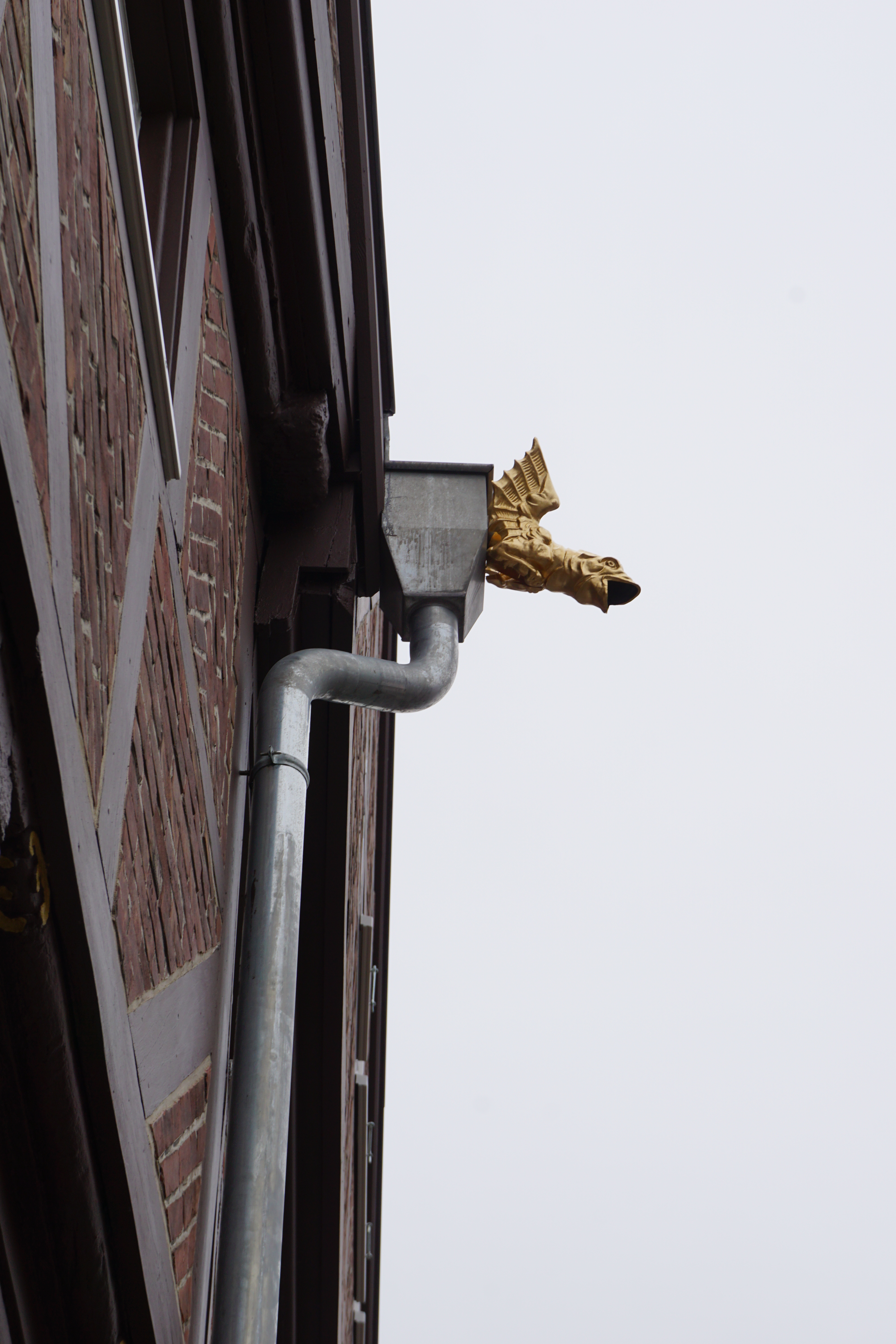
Sandberg 47, Drache (Fafner) Wasserspeier, 2017
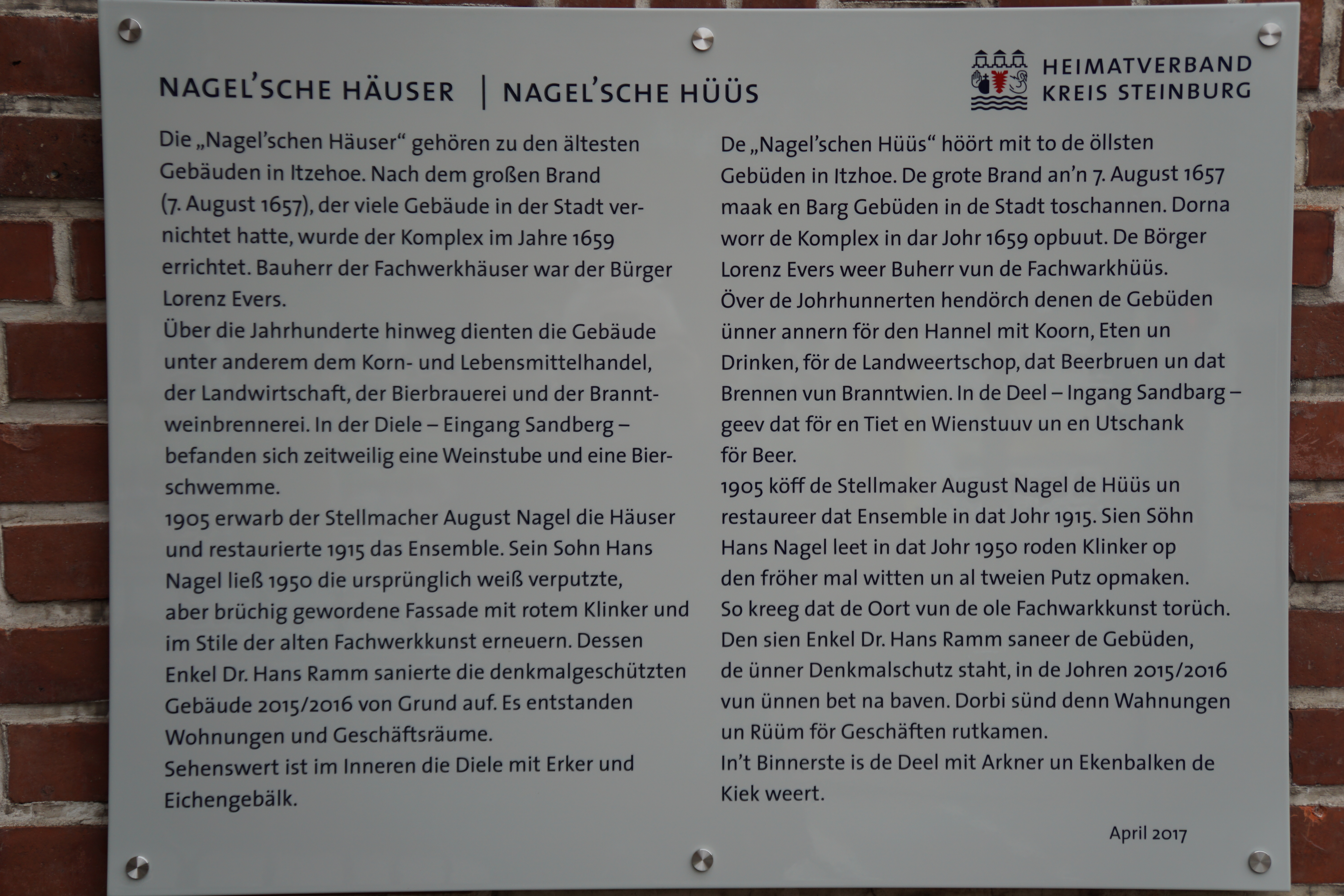
Sandberg 47, Denkmalplakette des Heimatsverbandes Kreis Steinburg, 2017
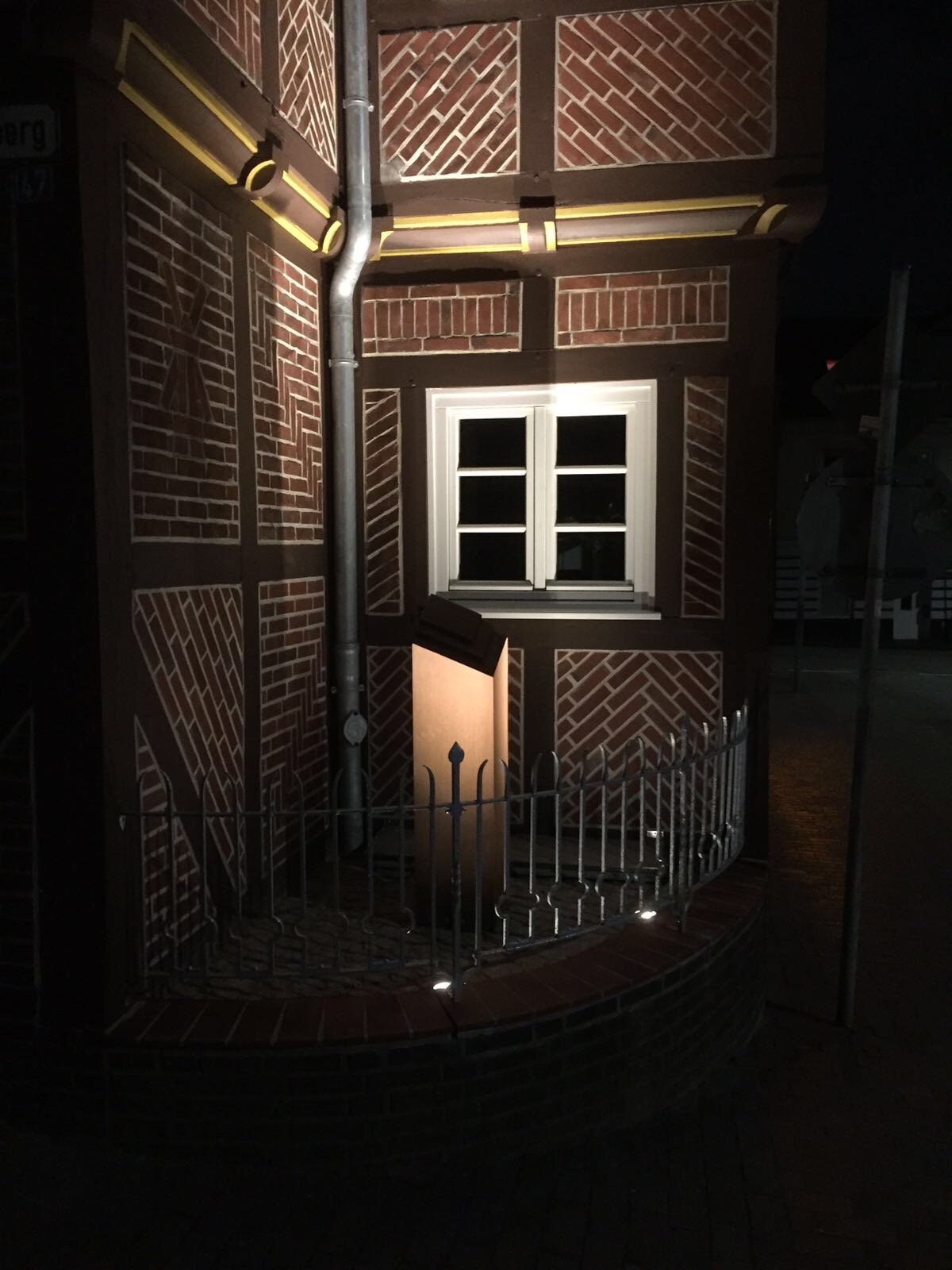
Sandberg 47, Stele, 2017
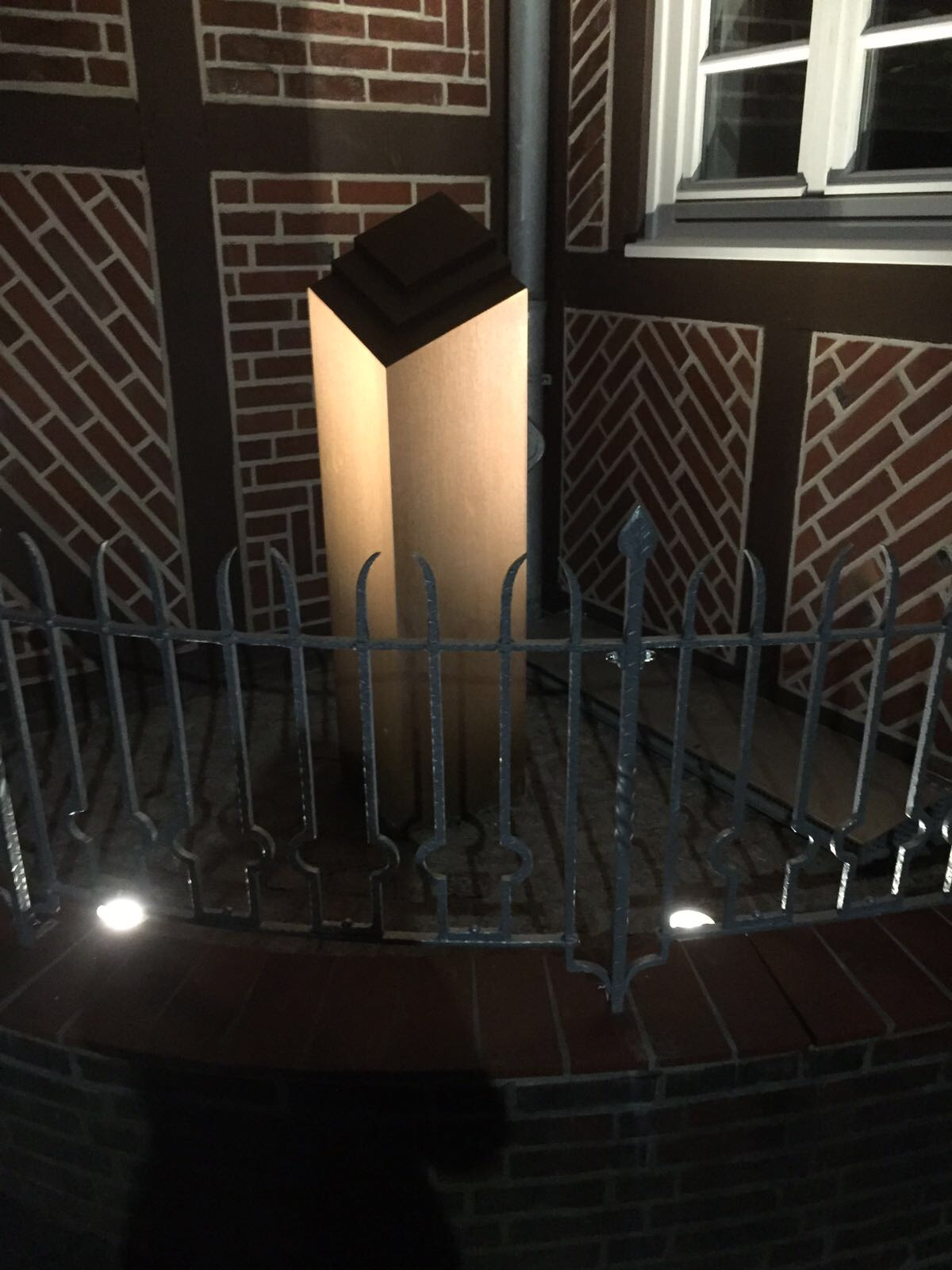
Stele 2017
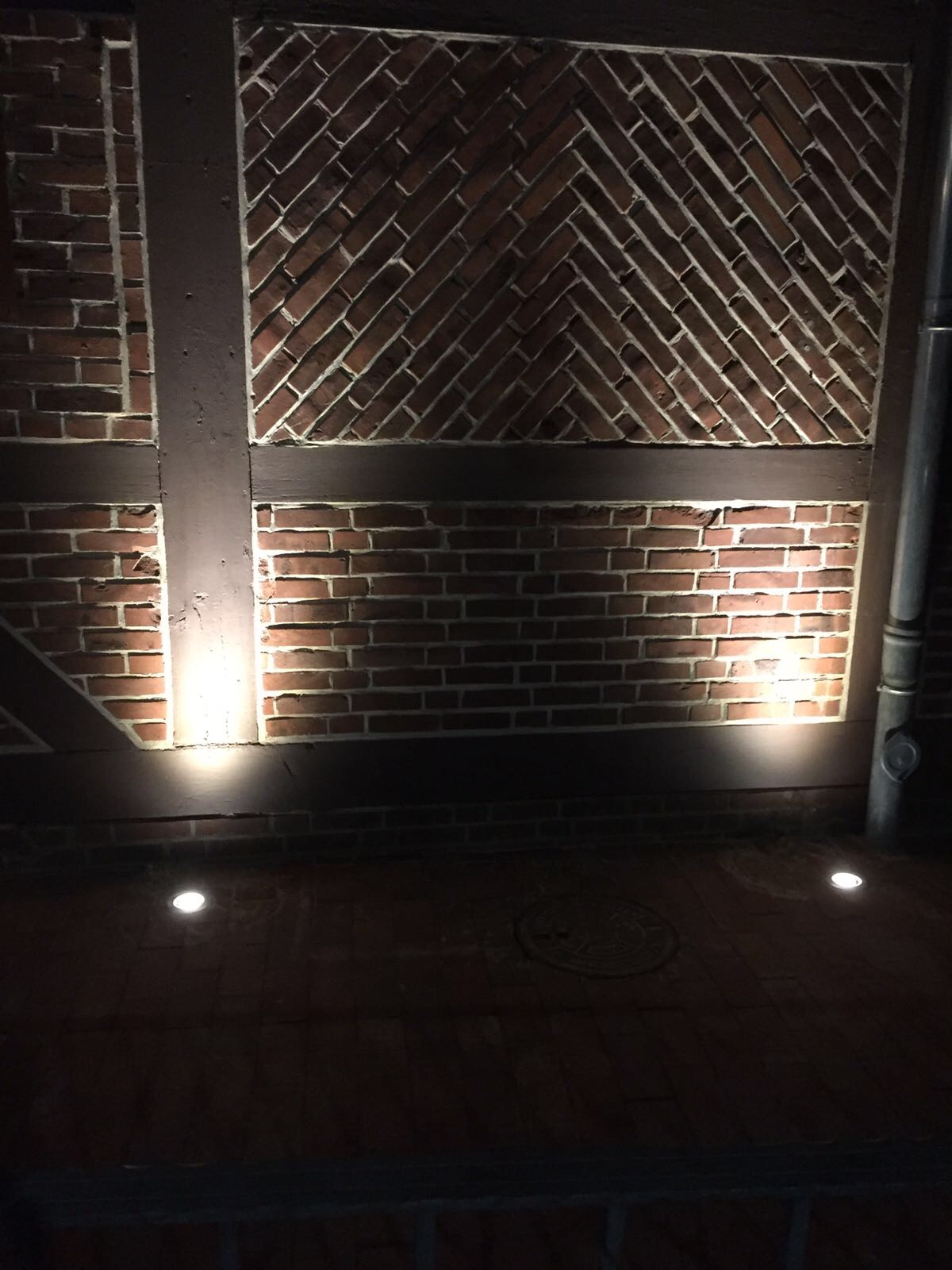
Sandberg 47, Nächtliche Beleuchtung, 2017